# Jarosław Rębiewski
Jarosław Rębiewski, né le 27 février 1974 à Łódź, est un coureur cycliste polonais.

## Palmarès sur route

### Par année
- 2003
  - Grand Prix Weltour
  - 2e étape de l'Inter. Course 4 Asy Fiata Autopoland (contre-la-montre)
- 2004
  - 6e étape du Bałtyk-Karkonosze Tour
- 2005
  - Wielkanocny Wyścig o Puchar Wójta Gminy Kłomnice :
    - Classement général
    - 1re étape

  - 2e (contre-la-montre par équipes) et 5e étapes du Tour de Bulgarie
  - 3e du championnat de Pologne du contre-la-montre
- 2006
  - GP Dzierzoniowa
  - Prologue du Bałtyk-Karkonosze Tour
  - 3e du championnat de Pologne du contre-la-montre
- 2007
  - 2e du championnat de Pologne du contre-la-montre
- 2008
  - 7e étape du Bałtyk-Karkonosze Tour
  - 4e étape du Małopolski Wyścig Górski

### Classements mondiaux
| Année           | 2005 | 2006 | 2007 | 2008 | 2009  | 2010 | 2011 | 2012 | 2013 | 2014 |
| --------------- | ---- | ---- | ---- | ---- | ----- | ---- | ---- | ---- | ---- | ---- |
| UCI Europe Tour | 643e | 594e | 302e | 383e | 1137e |      |      | 944e |      | 741e |

## Palmarès sur piste

### Championnats nationaux
- 1992
  - 2e du championnat de Pologne de poursuite par équipes
- 1993
  - 2e du championnat de Pologne de poursuite par équipes
- 1994
  -  Champion de Pologne de poursuite par équipes (avec Robert Karśnicki, Radosław Smolaga et Grzegorz Lisowski)
  - 2e du championnat de Pologne de poursuite
- 1995
  -  Champion de Pologne de vitesse par équipes (avec Robert Karśnicki et Marcin Gałązka)
  -  Champion de Pologne de poursuite par équipes (avec Robert Karśnicki, Radosław Smolaga et Marcin Gałązka)
  - 2e du championnat de Pologne de poursuite
  - 2e du championnat de Pologne de course aux points
- 1996
  - 2e du championnat de Pologne de poursuite
  - 2e du championnat de Pologne de poursuite par équipes
  - 3e du championnat de Pologne de vitesse par équipes
- 1997
  -  Champion de Pologne de poursuite par équipes (avec Robert Karśnicki, Marcin Gałązka et Marcin Piasecki)
  -  Champion de Pologne de l'américaine (avec Marcin Gałązka)
  - 2e du championnat de Pologne de vitesse par équipes
  - 2e du championnat de Pologne de poursuite
  - 2e du championnat de Pologne de course aux points
- 1998
  - 2e du championnat de Pologne de poursuite
  - 2e du championnat de Pologne de course aux points
- 1999
  -  Champion de Pologne de poursuite par équipes (avec Robert Karśnicki, Jacek Walczak et Mariusz Bienias)
  - 2e du championnat de Pologne de poursuite
- 2000
  -  Champion de Pologne de poursuite par équipes (avec Robert Karśnicki, Grzegorz Mroziński et Mariusz Mielcarek)
  -  Champion de Pologne de course aux points
  - 2e du championnat de Pologne de poursuite